# Отчёт Ходжсона
Отчёт Ходжсона (англ. The Hodgson Report) — отчёт комитета Общества психических исследований, созданного для исследования феноменов, связанных с Теософским обществом, в особенности касающихся Елены Петровны Блаватской и писем махатм, в пересылке которых, по словам очевидцев, она принимала непосредственное участие.

## История
В сентябре 1884 года печатный орган христианских миссионеров в Мадрасе «Мадрас кристиан колледж мэгазин» (англ. Madras Christian College Magazine ) опубликовал статью «Крах Кут Хуми», основанную на переписке, полученной редактором от Кулон, которых за несколько месяцев до этого выдворили из штаб-квартиры Теософского общества в Адьяре. Теософ Сильвия Крэнстон утверждает, что «Это были в основном письма, якобы полученные ими от Блаватской в то время, когда она путешествовала по Индии, с указаниями, как им в Адьяре подготовить тот или иной трюк, выдаваемый за оккультный феномен».
Ричард Ходжсон, член Общества психических исследований (ОПИ), занимавшийся исследованием паранормальных феноменов, был послан в Индию. Задача Ходжсона состояла в том, чтобы исследовать, был ли способ пересылки писем махатм подлинным паранормальным феноменом. В декабре 1884 года Ходжсон прибыл в Адьяр.
Ещё до обнародования результатов своего расследования, в сентябре 1885 года, Ходжсон опубликовал в мельбурнской газете «The Age» статью под названием «Теософское общество: интриги русских или религиозная эволюция?». В ней он попытался доказать, что в основе, как он выразился, «сложнейшей системы мошенничества, разработанной Блаватской при помощи Куломбов и других сообщников» лежали политические интересы России.
Подробно изложив десятилетнюю историю Теософского общества, с упоминанием таких его достижений, как написание теософских книг «Разоблачённая Изида», «Оккультный мир» и «Эзотерический буддизм», Ходжсон переходит к последним событиям, связанным с его миссией в Адьяре. Он пишет:

«Во время моего трёхмесячного расследования меня с предельной любезностью принимали и в штабе Теософического общества, и в редакции „Мадрас кристиан колледж мэгазин“. У меня была, таким образом, возможность исследования свидетельств теософических феноменов и скрупулёзного сравнения спорных документов с подлинным почерком мадам Блаватской. После очень тщательного изучения наиболее важных из этих документов и после рассмотрения косвенных улик, предлагаемых теософами в доказательство того, что они были подделками, я пришёл к твёрдому убеждению, что они являются подлинными».— Из статьи в The Age

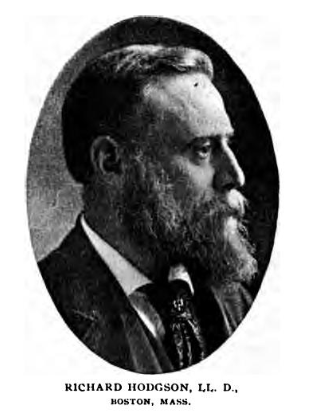

Далее Ходжсон пишет, что теософские феномены были составной частью огромной мошеннической системы, обслуживающей Блаватскую с помощью Кулонов и некоторых других сообщников; что письма махатм были изготовлены самой Блаватской; что Кут Хуми является фиктивным персонажем.
В заключение Ходсон подробно остановился на мотивации, как он говорит, «главного деятеля всей этой системы — Е. П. Блаватской», понимая, что любая большая организация требует больших затрат и времени, и энергии: изучение личности Блаватской позволило ему прийти к твёрдому убеждению, что её деятельность в Индии должна была способствовать как можно большей поддержке недовольства среди коренного населения британским правлением.
Отчёт Ходжсона для ОПИ был опубликован в декабре 1885 года и во многом повторил его статью в мельбурнской газете:
1. главным свидетельством были письма Блаватская—Куломб[K 10], предъявленные Ходжсону миссионерами в 1884 году;
2. был сделан вывод, что эти письма — подлинные, в то время как письма махатм, которые тоже исследовались, якобы были написаны самой Блаватской[17][5][K 11] и некоторыми её сообщниками[K 12];
3. были приведены показания Кулоновв, касающиеся многочисленных феноменов, произведённых в Индии Блаватской или её Учителями-махатмами;
4. согласно показаниям Кулонов, все феномены были поддельными, и они сами помогали Блаватской их производить[5][K 13].

Комитет ОПИ после «тщательного анализа всех результатов расследования единодушно» пришёл к выводу:

«Мадам Блаватскую нельзя считать ни рупором невидимых провидцев, ни рядовой авантюристкой; мы думаем, что она останется в памяти человечества как одна из наиболее опытных, изобретательных и интересных обманщиц в истории».
Оригинальный текст (англ.)...We regard her [Blavatsky] neither as the mouthpiece of hidden seers, nor as a mere vulgar adventuress; we think that she has achieved a title to permanent remembrance as one of the most accomplished, ingenious, and interesting impostors in history.
— Из Отчёта Ходжсона

## Критика

### Со стороны сторонников теософии
Через 16 лет после смерти Блаватской Анни Безант написала о Ходжсоне так:

«Человек, на которого была возложена такая задача, как на мистера Ходжсона, обязан прежде всего иметь способности, честность и точность. К несчастью для себя и для всех, кто был с этим связан, эти особые качества у мистера Ходжсона выдающимися не были. Он был молодым человеком, очень уверенным в себе и глубоко невежественным в отношении индийских обычаев и оккультных истин; позднее в своей жизни он убедился в реальности многих сил, которые он тогда столь легкомысленно высмеивал, и событий, которые он в то время считал невозможными и посему невежественно заклеймил их как мошенничество».

### Исследование Харрисона
В 1986 году парапсихолог Вернон Харрисон, член ОПИ, специалист по исследованию и выявлению подделок документов опубликовал статью «J’Accuse: An Examination of the Hodgson Report of 1885» как результат своей многолетней работы по экспертизе Отчёта Ходжсона. Согласно мнению Харрисона, отчёт Ходжсона — «не профессиональная работа», он «крайне ошибочен и ненадёжен», и «должен восприниматься с большой осторожностью, если не игнорироваться» вообще.
В связи с исследованием Харрисона ОПИ выпустило в 1986 году пресс-коммюнике, в котором сообщалось, что «„разоблачение“ мадам Е. П. Блаватской, оккультистки русского происхождения, с которым ОПИ выступило в 1885 году, вызывает самые серьёзные сомнения в связи с публикацией в журнале ОПИ (1986, апрель, том 53) убедительной критики отчёта 1885 года».
27 февраля 1997 года Харрисон дал показание под присягой, в котором повторил основные пункты своего исследования отчёта Ходжсона, а также писем махатм, хранящихся в Британской Библиотеке.
Харрисон утверждал, что он изучил отчёт Ходжсона как юридический документ, исследовал письма махатм не только в автографах, хранящихся в Британской Библиотеке, но также и в их репродукциях, изготовленных и распространённых Британской Библиотекой в форме комплекта из 1323-х цветных слайдов. Он тщательно исследовал все без исключения 1323 слайда, находящиеся в наборе, прочитав каждое письмо, строка за строкой, с использованием пятидесятикратного увеличения.
По мнению Харрисона, Ричард Ходжсон или по невежеству, или по небрежности проигнорировал основные принципы английского правосудия. Он приводит устные и неподтверждённые заявления неназванных свидетелей. Он цитирует документы, которые не только не воспроизведены в его отчёте, но и не пригодны для идентификации. Он прибегает к догадкам как к установленным фактам. Он оказывает давление на экспертов по почерку, пока они не представляют ему ожидаемых им результатов. Возможность написания документов махатм кем-то другим, кроме Елены Блаватской, вообще не рассматривалась.
Харрисон полагает, что в случаях, когда была возможность проверки утверждений Ходжсона с использованием непосредственно оригиналов документов, выяснялось, что его утверждения, как правило, или ложны, или не имеют никакого значения. Это в особенности относится к Трём Основным Утверждениям, на которых полностью основано его заявление, что Елена Блаватская сама подделала письма махатм с целью обмана.
Кроме этого, Харрисон констатировал:

«Почти бесспорно, что инкриминирующие Письма Блаватская-Куломб, играющие важную роль в Отчёте Ходжсона, были утеряны или уничтожены. Немного людей когда-либо видели их. Елена Блаватская была лишена доступа к ним. Ходжсон не иллюстрировал ими свой отчёт. Я не смог определить местонахождение достоверных репродукций или факсимиле какого-либо из них. Есть веские косвенные улики, что эти письма (или, по крайней мере, наиболее инкриминирующие части их) были подделками, изготовленными Алексисом и Эммой Куломб, у которых были и сильные побуждения, и вполне достаточные средства для того, чтобы сделать это.

Я не нашёл доказательств, что письма махатм, хранящиеся в Британской Библиотеке, были написаны Еленой Блаватской, сознательно и преднамеренно изменявшей в течение нескольких лет свой собственный почерк, как было заявлено Ричардом Ходжсоном. То есть, я не нашёл ничего общего в почерках „К. Х.“, „М.“ и „Е. П. Б.“. В любом обычном судебном деле я расценил бы их как различные и приписал бы их разным лицам».— Из книги H. P. Blavatsky and the SPR
Харрисон напомнил также об ответственности за некачественный отчёт не только Ходжсона, но и всего комитета ОПИ:

«Отчёт Ходжсона — документ в высшей степени предвзятый и никоим образом не может претендовать на научную беспристрастность. Он напоминает речь обвинителя, который, не колеблясь, отбирает только те аргументы, которые отвечают его целям, отметая всё, что противоречит его тезисам, не обращая внимания на доводы адвокатов… Я не могу снять бремя вины за публикацию этого никуда не годного отчёта с комитета ОПИ. Эти люди, видимо, лишь механически утвердили выводы Ходжсона; не было никаких серьёзных попыток проверить его изыскания или хотя бы критически прочесть его отчёт. Если бы они сделали это, то его ошибки в процедуре расследования, непоследовательность, ошибочный ход рассуждений и предвзятость, а также враждебность по отношению к объекту расследования и презрение к „туземным“ и другим свидетелям стали бы очевидны, и дело было бы возвращено на доработку. Мадам Е. П. Блаватская была самым выдающимся оккультистом, когда-либо появлявшимся для исследования перед ОПИ, и такая великолепная возможность была необратимо упущена».— Из книги H. P. Blavatsky and the SPR
Отвечая на критику, Харрисон признавал, что отчёт Ходжсона не потерял своей важности в наши дни и что многие составители энциклопедий и словарей воспринимают его как последнее слово о Блаватской.

## Комментарии
1. ↑  Д-р Тиллетт писал: «Миссионеры считали Е. П. Б. шарлатанкой, мошенницей и, видимо, аморальной личностью. Обвинения в аморальности и жульничестве преследовали её на протяжении всей её теософской карьеры».[3]
2. ↑  Алексис Кулон — плотник в штаб-квартире Теософского общества; Эмма Кулон — жена Алексиса, работала в штаб-квартире экономкой. В мае 1884 года Кулонов исключили из Теософского общества по обвинению в краже, попытках лжи и клеветы и выдворили из штаб- квартиры. // «Оккультный мир Е. П. Блаватской».
П. Вашингтон охарактеризовал супругов Кулон так: «Она (Эмма Кулон) была надменной, мстительной и сварливой мерзавкой (англ. bitch), и вдобавок мелкой воровкой, не гнушавшейся красть деньги, выданные на ведение хозяйства [в штаб-квартире Общества]. Алексис же был полностью под каблуком у своей злоязычной и тщеславной жены».[6]
3. ↑  А. Н. Сенкевич писал: «Эмма Куломб пыталась шантажировать членов совета управляющих в Адьяре — Джорджа Лейна-Фокса и Франца Гартмана какими-то записками, компрометирующими Блаватскую. Эмма требовала денег, иначе грозилась опубликовать эти записки».[7]
4. ↑  «Dr. Richard Hodgson (1855—1905) was an Australian who undertook legal studies at Cambridge and became an active member of and investigator for the Society for Psychical Research».[11]
5. ↑  Первая книга Е. П. Блаватской.
6. ↑  Книги А.П. Синнетта.
7. ↑  Письма, предъявленные Кулонами миссионерам.
8. ↑  Религиовед и египтолог Элвин Кун, являвшийся восторженным сторонником теософии, писал: «У м-ра Синнетта было множество возможностей, предоставленных ему при различных обстоятельствах, чтобы убедиться, что мадам Блаватская не сочиняла сама письма от имени махатм. Часто приходили ответы, содержащие специфические намёки на конкретные детали его официальных писем, которые не были известны Блаватской. Приходили также письма, когда она была за сотни миль от него. Он нередко находил ответы в запертом ящике своего стола, иногда в своём собственном письме, которое до него никто не распечатывал. Иногда ответ махатмы падал сверху на его рабочий стол в то время, когда он смотрел на него».[14]
9. ↑  Арнольд Калнитски писал: «Блаватская была твёрдо уверена, что она исполняет высокое предназначение, бросая вызов сложившимся представлениям и предлагая эзотерическое видение действительности, основанное на приоритете чистых и бескомпромиссных духовных ценностей и подлинности сверхчувственных и мистических форм знания и опыта. Несмотря на цинизм критиков, Блаватская всё время утверждала, что её побуждения — альтруистические, и что её работа должна принести пользу человечеству».[15]
10. ↑  «Эмма Куломб продала связку писем ректору Мадрасского христианского колледжа, издателю журнала „Христианский колледж“ преподобному Паттерсону».[16]
11. ↑  В связи с этим Элвин Кун писал: «A great point at issue was the comparison of H.P.B.'s handwriting with that of the Mahatma Letters. Two experts, Mr. F.G. Netherclift and Mr. Sims, first testified they were not identical, but later reversed their testimony. Mr. F.W.H. Myers confessed there was entire similarity between the handwriting of the Mahatma Letters and a letter received by Madame Blavatsky's aunt, Madame Fadeef, back in 1870 at Odessa, Russia, from the hand of a Hindu personage who then vanished from before her eyes. (Madame Blavatsky was at some other quarter of the globe at the time.) A distinguished German handwriting expert later declared there was no similarity between H.P.B.'s chirography and those of the Master M. and K.H.».[18]
12. ↑  «Many letters from the Adepts were received in one country when Madame Blavatsky was in another country… Did she have collaborators in her supposed trickery in the various countries where the letters were received?»[19]
13. ↑  Кулон, действительно, был опытным плотником и сам придумал деревянную скользящую панель, а также успел проделать отверстие в стене комнаты Блаватской (когда она была в Европе) со второй скользящей панелью.[20]
14. ↑  «Footnote 1. "J'Accuse" — title of Emile Zola's celebrated open letter to the President of the French Republic concerning the Dreyfus case».[24]
15. ↑  Мелтон заметил, что ещё в 1963 «ОПИ опубликовало статью Уолтера Кэрриферса-младшего, в которой тот резко критикует Отчёт Ходжсона, обильно цитируя его ошибки и нестыковки».[25]
16. ↑  «A thorough analysis of the Hodgson Report by Vernon Harrison of the SPR effectively demolished both the Coulomb accusations and the conclusions of the Report».[27]
17. ↑  «He [Hodgson] makes three cardinal statements on which hangs his whole contention that Madame Blavatsky wrote the Mahatma Letters herself with intent to deceive. These I summarize as follows:
(i) That there are clear signs of development in the KH handwriting, various strong resemblances to Madame Blavatsky's ordinary handwriting having been gradually eliminated;
(ii) That special forms of letters proper to Madame Blavatsky's ordinary writing, and not proper to the KH writing, occasionally appear in the latter;
(iii) That there are certain very marked peculiarities of Madame Blavatsky's ordinary writing which appear throughout the KH writing».[29]
18. ↑  Кроме Ходжсона в комитет ОПИ входили: Эдмунд Герни, Фредерик Майерс, Франк Подмор, Генри Сиджвик, Элеонора Сиджвик и Дж. Стэк.[30]
19. ↑  Исследователь западного эзотеризма Джеффри Лавуа писал: «Крайне важно понять, что Ходжсон ошибся во многих своих предположениях, которые были недавно рассмотрены в публикациях эксперта по исследованию почерка Вернона Харрисона и историка теософии Майкла Гомеса (особенно по части утверждения, что Теософское Общество играло роль прикрытия шпионской деятельности Блаватской в пользу России); однако эти ложные выводы не должны отвлекать нас от анализа её оккультных феноменов. Ходжсон попытался разоблачить теософские феномены и представить общественности отчёт о том, как он это сделал; тем не менее, оказалось, что его доклад привёл к противоположному результату. Он обеспечил Блаватской две вещи: 1) повышенное внимание к ней, что вызвало у многих людей интерес к её учению; 2) репутацию скандально привлекательного персонажа в викторианских медиа».[32]

### Аффилированные источники
- Безант А. Е. П. Блаватская и Учителя Мудрости // Учителя тайной Мудрости / Пер. с англ. М. Барышниковой. — М.: Сфера, 2001. — С. 61—142. — 576 с. — 3000 экз. — ISBN 5-93975-045-1.
- Крэнстон С. Е. П. Блаватская. Жизнь и творчество основательницы современного теософского движения = HPB: the extraordinary life and influence of Helena Blavatsky, founder of the modern Theosophical movement / пер. с англ. под ред. Л. Данилова и др. — 2-е изд., испр. и доп. — Рига: ЛИГАТМА, 1999. — 731 с. — ISBN 5-7738-0017-9.
- Ellwood R. S.. Theosophical Societies, History of (англ.). Theosopedia. Manila: Theosophical Publishing House (25 апреля 2012). Дата обращения: 13 марта 2016. Архивировано 13 марта 2016 года.
- Jinarajadasa C. K. H. Letters to C. W. Leadbeater. — Reprint. Originally published in 1941. — Whitefish, MT: Kessinger Publishing, 2010. — 122 p. — ISBN 1162578084.
- Jinarajadasa C. Did Madame Blavatsky Forge the Mahatma Letters? — New release of the original 1934 ed. — Whitefish, MT: Literary Licensing, LLC, 2013. — 64 p. — ISBN 9781258854218.
- Sinnett A. P. The occult world. — Переиздание. — Whitefish, MT: Kessinger Publishing, 1996. — 176 p. — ISBN 9781564597366. Архивировано 13 декабря 2014 года.